# Monster Hunter Tri
Monster Hunter Tri (ou Monster Hunter 3) est un jeu vidéo de type action développé par Capcom Production Studio 1 et édité par Capcom. Il est disponible depuis 2009 au Japon et 2010 pour le reste du monde sur Wii. Il s'agit du premier épisode de la troisième génération de la série des Monster Hunter.
Monster Hunter 3 G, un épisode étendu prévu pour la Nintendo 3DS, sort en décembre 2011 au Japon. Le jeu sort également sur Wii U lors du lancement de la console au Japon en décembre 2012, puis en Amérique du Nord et Europe en mars 2013 sous le nom Monster Hunter 3 Ultimate.

## Synopsis
Dans ce jeu, vous incarnez, comme le titre l'indique, un jeune chasseur ou une jeune chasseuse de monstres. Vous débutez au Village Moga, où un tremblement de terre a lieu. C'est pourquoi les villageois vous demandent de résoudre le problème en éliminant le Lagiacrus, un terrible Léviathan pouvant manier la foudre. Après un certain nombre de péripéties rythmées par des quêtes, et après avoir secouru Cha-Cha qui deviendra votre plus fidèle allié, on vous donne votre chance. Mais une fois la terrible créature vaincue, votre ami Cha-cha vous annonce que la cause du problème est toute autre : un Dragon Ancien, Ceadeus, donne naissance aux remous. Vous jugeant trop inexpérimenté, la guilde vous refuse le privilège de cet affrontement. Les villageois de Moga vous envoient quand même au combat. Après votre victoire, le village fête votre retour, et vous remercie.

## Système de jeu
Ce sixième épisode de cette série s'est enrichi grâce aux nouveaux graphismes, aux modes arène, et surtout grâce aux combats sous-marins.
Dans ce jeu il est possible à la fois de faire des quêtes seul, de s'amuser avec un ami en mode arène en multijoueur (écran partagé) et rencontrer ou jouer avec des personnes du monde entier (dans les limites de serveurs : Europe/Japon/US) en mode online. Cependant certaines quêtes seront disponibles seulement en mode en ligne et seront nécessaires à l'évolution/création de certaines armes ou armures pour correctement terminer le jeu, ce sont les quêtes évènements.
Ce jeu propose un large choix de quête. Parmi celles-ci, le joueur peut choisir de partir à la cueillette aux champignons, à la recherche d’excréments de grand monstre, à la pêche, ou partir à la chasse aux monstres appelés wyverns, ou Léviathans s'il s'agit de grands monstres marins. Le joueur doit croiser le fer avec ceux-ci à travers de nombreuses quêtes, ou tout simplement en se promenant en forêt lorsqu'il souhaite collecter des objets. L'équipement peut se modifier au cours du jeu, et ainsi, il est possible d'obtenir de nombreuses armes différentes ayant chacune leurs caractéristiques spécifiques. La plupart des armes sont au corps à corps sauf le fusarbalète qui se joue à distance.

### Mode multijoueur
Le mode multijoueur est basé sur la coopération d'autres joueurs pour chasser des monstres plus résistants que dans le mode solo. Chaque quête apporte de l'expérience et permet de gagner des rangs, qui donnent accès à des quêtes plus dures mais apportant aussi des matériaux convoités dans la fabrication d'équipements tels que les armures, armes, joyaux etc. Le personnage incarné dans le mode multijoueur est celui du mode solo, et les modifications qui lui sont apportées (drop d'objets par exemple) sont aussi sauvées d'un mode à l'autre. Ainsi vous pouvez progresser dans l'aventure que vous voulez.
Des monstres sont exclusifs au mode Multijoueur tel que le Deviljho, le Jhen Mohran, et l'Alatreon.
Le système de quêtes du mode Multijoueur et similaire au mode un seul joueur: Des quêtes rangés par ordre de difficulté (1 à 6 étoiles en multijoueurs, les étoiles représentant le niveau de difficulté) et un système de quêtes « urgentes » pour passer d'un niveau de difficulté à un autre. Une fois le Jhen Moran tué via la quête urgente, le joueur accède aux monstres de niveaux supérieurs, les mêmes que les monstres normaux mais plus résistants.
Les joueurs, qualifiés ou non, forment la plupart du temps des groupes de jeu, appelés "Teams". Ces joueurs se recontacteront pour rejouer ensemble et essayer de battre des records. Cependant ce mode de jeu fut annulé a la sortie de Monster Hunter 3 Ultimate sur Wii U et 3DS.

## Univers

### Zones de chasse
Les missions que le joueur effectue tout au long de l'aventure se situent dans différentes zone de chasses avec chacune leurs propres monstres et ressources trouvables. Chaque zone de chasses sont segmentées en diverses zones reliées entre elles avec un temps de chargement entre chaque transitions. Il existe également des raccourcies parfois cachés qui relient certaines zones entre elles.
Île Déserte
L'île Déserte est la première zone de chasse disponible dans le jeu. Elle se déroule dans un décor montagneux avec quelques zone d'eau et des grottes sous-marines.
Plaines de sable
Les Plaines de sable sont la deuxième zone de chasse débloquée. Certaines zones arides produisent un effet de chaleur (jour) ou de froid (nuit) nécessitant l'utilisation de breuvages pour y résister temporairement.
Forêt inondée
La Forêt inondée est la troisième zone de chasse accessible. La majorité des zones sont sous-marines et contiennent donc de nombreuses créatures aquatiques.
Toundra
La Toundra est une zone glacée contenant de nombreuses grottes. Toutes les zones produisent un effet de froid sur le joueur sans l'utilisation de breuvages chauds.
Volcan
Cette zone est composée de zones boisées et rocailleuses en aval du volcan, et de zones au sein du volcan lui-même qui nécessitent l'utilisation de breuvage frais pour ne pas y subir de dégâts.
Ruine sous-marine
Cette zone est exclusive aux missions de chasse du Ceadus, et donc la dernière zone débloquée du mode Solo. Elle est uniquement composée de 3 zones aquatiques. Les deux premières sont assez longues, tandis que la dernière est une zone en rond avec des Balistes et l'Épieu tueur de dragon utilisables pour affronter le Ceadus.
Grand Désert
Le Grand Désert est uniquement accessibles avec les missions de chasse du Jhen Mohran (multi uniquement). Elle est composée de deux zones. La première est sur un bateau qui pourchasse le Jhen Mohran. On peut y trouver des Balistes et l'Épieu tueur de dragon comme dans la Ruine sous-marine, et également des canons. Une fois les points de vies du Jhen Mohran suffisamment baissés, on accède à la deuxième zone. Le joueur est cette fois-ci à pied et doit affronter le Jhen Mohran avec son équipement (l'Épieu tueur de dragon est toujours disponible).
Terre Sacrée
Cette zone est propre à l'affrontement contre l'Alatreon (Dernier monstre uniquement disponible en multi). elle consiste en une seule zone circulaire avec de la lave autour et en son centre, ainsi que deux structures de chaque côtés atteignables en les escaladant.
Arènes
Les arènes sont uniquement accessibles dans les missions d'arène ou dans le mode multi local.
Il y'a deux arènes :
- L'arène terrestre pour affronter les Wyverns
- L'arène aquatique pour affronter les Léviathans
Ces deux arènes sont assez simples, et possèdent des zones pour récupérer des soins et d'autres objets de combat.

### Catégories de monstres
Les monstres qui pourront être rencontrés dans ce jeu sont classés en plusieurs catégories distinctes qui regroupent les monstres ayant des caractéristiques communes,.
Les Poissons
Comme leur nom l'indique ce sont des poissons. On peut trouver des poissons agressifs parmi eux comme le poisson-chat et le requin ; ou des migrateurs comme les thons ou les môles.
Les Herbivores
Les Herbivores sont des monstres paisibles, ils sont les plus nombreux et ne vous attaquent pas sauf s'ils se sentent agressés, à l'exception du Rhenoplos et des Kelbi de couleur verte, qui attaque les aventuriers pénétrant son territoire. Il existe 5 Herbivores différents : Les Aptonoth, les Kelbi, les Epioth, les Rhenoplos et les Popo.
Les Néopterons
Les Néopterons sont des créatures insectoïdes. Ils sont plus gros que nos insectes et, contrairement aux autres monstres, possèdent le sang vert. Il existe 2 Néopterons différent: Les Altaroth, des espèces de fourmis, et les Bnahabra, ressemblant à des guêpes.
Les Lyniens
Les Lyniens sont un peuple de chats bipèdes réagissant comme des humains. Il en existe deux espèces : les Felynes sont pacifiques, sauf en cas d'agression alors que les Melynx sont de nature agressive et kleptomane.
Les Wyverns Volants
Les Wyverns Volants sont des créatures au corps allongé et dotés d'ailes. Il existe 6 grands Wyverns Volants: le Barioth, le Diablos, le Gigginox, le Rathalos, la Rathian, femelle du Rathalos, le Gigginox et 1 petit : le Giggi.
Les Wyverns Aviaires
Les Wyverns Aviaires sont les grands monstres les plus faibles, ils ont presque tous des petits monstres leurs ressemblant avec lesquels ils partagent certaines caractéristiques. Ils ont l'apparence d'oiseaux ou de dinosaures théropodes. Il existe 3 grands Wyverns Aviaires: le Grand Jaggi, le Qurupeco, le Grand Baggi, ainsi que 3 petits: le Jaggi, la Jaggia et le Baggi.
Les Wyverns Brutaux
Les Wyverns Brutaux sont les monstres les plus gros et les plus forts après les dragons anciens, et sont remarquables à leurs membres antérieurs courts et leur nature territoriale . Il existe 3 brutes Wyverns Brutaux différents : le Barroth, le Deviljho, et l'Uragaan.
Les Léviathans
Les Léviathans sont des créatures qui peuvent nager dans un liquide spécifique à leur lieu d'habitat, mais également habitués à se mouvoir sur la terre ferme. Il existe 4 grands Léviathans : l'Agnaktor, le Gobul, le Lagiacrus et le Ludroth Royal (qui est un mâle Ludroth), et 2 petits : le Ludroth et l'Uroktor.
Les Dragons Anciens
Les Dragons Anciens sont les monstres les plus forts et les moins nombreux, ils sont géants et font de 58 m à 111 m de long. À part Ceadeus, Dieu des Abysses, les Dragons Anciens sont trop forts pour être affrontés en solo. Il existe 3 dragons anciens : Alatreon, Ceadeus et Jhen Mohran.
Après avoir tué un Deviljho en ligne, l'aventurier peut affronter de nouvelles versions de ces monstres, encore plus fortes.

### Grands Monstres
Dans la série Monster Hunter, les chasseurs auront à faire face à des monstres plus puissants et moins récurrents que les autres, que l'on peut comparer à des "Boss". Ces monstres sont appelés Grands Monstres et on en compte en tout 18, dont 3 ne pouvant être rencontrés qu'en monde multijoueur (voir plus haut).
Grand Jaggi
Chef accompli d'une meute de Jaggi (monstres semblables à des vélociraptors, munis d'une grande collerette). Il est souvent accompagné de plusieurs Jaggis quand il chasse. Il attaque généralement à l'aide de sa queue, ou à coups de morsures. Il peut également faire appel à de Jaggis supplémentaires.
Qurupeco
Un oiseau semblable à une frégate ou un ptérosaure. Décrit comme étant très intelligent, il est cependant très lâche de nature, et préfère appeler des renforts et fuir plutôt que se battre de manière loyale, ses imitations de cris d'autres monstres lui permettant de les attirer. Ses griffes, composées de silex, provoquent une explosion lorsqu'elles se percutent entre elles.
Ludroth Royal
De la famille des Léviathans, le Ludroth Royal est un mâle Ludroth de grande taille (environ 15m). Se déplaçant aussi bien sur terre que dans l'eau, on le reconnait à sa crinière spongieuse, servant à emmagasiner de l'eau pendant qu'il est sur la terre ferme.
Barroth
Un monstre insectivore ressemblant à un dinosaure théropode, mais doté d'une crête crânienne rocheuse et massive servant à stocker de la boue, pouvant ainsi être utilisée comme projectile. Très territorial, il vit caché dans les marais et jaillit de son lit si un intrus est détecté. Il est très brutal et attaque principalement en chargeant.
Rathian
Dragon femelle de la famille des vouivres volantes, c'est-à-dire des monstres dont les pattes avant ont évolué en ailes. Grâce à sa puissance de feu remarquable et sa queue empoisonnée, ce monstre est réputé comme étant un grand prédateur terrestre et aérien.
Gobul
Un léviathan ressemblant à une grande baudroie et à un diodon. Caché sous le fond sablonneux de la Forêt Inondée, il ne laisse dépasser que ses barbillons, semblables à des algues et servant à attirer d'éventuelles proies. Chassant à l'affût, il nage très mal et court maladroitement. Il peut générer un flash puissant grâce à sa «lanterne».
Grand Baggi
Ressemblant au Grand Jaggi, le Grand Baggi, lui, est le chef d'une meute de Baggi, et il habite les régions polaires. Plus puissant et plus résistant que le Grand Jaggi, il peut cracher un fluide somnifère sur sa proie, pour ensuite la déguster tranquillement.
Gigginox
Semblable à une sangsue géante, il s'agit néanmoins d'une vouivre volante. Aveugle, il se repère grâce à la chaleur des êtres vivants. Il habite les grottes de la Toundra, où il pond une infinité d'œufs donnant naissance à des Giggi, larves de cette espèce. Il peut également sécréter du poison.
Barioth
Wyvern semblable à un Tigre à dents de sabre muni d'ailes. chassant dans le terrain glacé de la Toundra. Connu pour son agilité incomparable et son activité, il se déplace sur les parois glacées avec ses longues griffes. S'il est épuisé, il part chasser sa propre nourriture en chutant du ciel violemment.
Uragaan
Énorme monstre brutal volcanique dont le corps est presque intégralement recouvert de minerais. Avec son menton massif et dur comme l'acier, il crée des ondes sismiques pouvant faire éclater la roche. Il peut se mouvoir en roulant ou en se déplaçant sous terre. Il se nourrit de minerais.
Rathalos
Mâle de la Rathian, reconnaissable à ses écailles rouges et à sa taille plus imposante. Bien que semblable à son homologue féminin, il ne partage pas les mêmes mouvements et caractéristiques. En effet, le Rathalos peut s'effondrer sur sa proie à toute vitesse et cracher des flammes tout en volant, mais sa queue ne secrète pas de poison, en revanche ses griffes le peuvent.
Diablos
Surnommé "Tyran du Désert", le diablos est un dragon habitant les milieux arides et se déplaçant majoritairement sous le sable. Son crâne n'est pas recouvert de chair et se trouve naturellement à l'air libre, il est muni de deux gigantesques cornes. Il se sert de ses ailes uniquement pour s'échaper des pièges de type fosses. Son cri suraigü est tel que les monstres aux alentours se retrouvent étourdis. Ses cornes peuvent être brisées, mais séparément. C'est une des rares Wyverns Volantes à se nourrir exclusivement de végétaux. Il attaque principalement en chargeant, parfois en surgissant de sous le sol. Sa vitesse est impressionnante.
Lagiacrus
Léviathan autrefois réputé à tort comme le causeur des séismes touchant le Village Moga. Situé en haut de la chaîne alimentaire marine, il abat ses proies en tirant des "balles" d'électricité, ou en créant un champ de force électrique à l'aide des cristaux présents sur son dos. Il lui arrive de venir se reposer sur la terre ferme.
Agnaktor
Léviathan semblable à un gigantesque hippocampe muni de pattes et d'un bec. vivant au cœur des volcans. Souvent recouvert d'une "armure" de magma solidifié, il détient la capacité de nager dans la lave, mais aussi de creuser sous terre avec son bec solide en forme de pioche. Sa principale attaque consiste à tirer un puissant rayon à haute température. Il produit un cri caractéristique en faisant claquer son bec.
Deviljho
Bien qu'ayant l'apparence d'un tyrannosaure à l'aspect lourd et boursouflé, il s'agit d'un dragon aptère doté d'un appétit monstrueux. Vivant dans toutes sortes d’habitats, il est constamment en quête de nourriture, ce qui lui a valu le surnom de "dévoreur de mondes". Dès qu'il s’énerve, ses énormes muscles gonflent et virent au rouge.
Ceadeus
Dragon Ancien régnant sur les abysses ayant un aspect assez proche d'un serpent recouvert de fourrure. Capable de créer des typhons dévastateurs, il est cependant très lent lorsqu'il utilise la plupart de ses attaques. Dès qu'il se met en colère, les photophores présents sur son corps virent du bleu au rouge. Il est coupable des séismes causés à proximité du Village Moga.
Jhen Mohran
Dragon Ancien gigantesque vivant enfoui dans le sable, ressemblant à une baleine couleur sable munie de pattes avant. Souvent chassé par des Drakkars spécialisés pour naviguer dans le sable, des minerais rares peuvent être prélevés sur son dos. Il est muni de deux défenses destructrices. (Il ne peut plus être combattu dans Monster Hunter Tri, car les serveurs multijoueur ne sont plus disponibles)
Alatreon
Dragon Ancien volant, vivant dans la Terre Sacrée. Maîtrisant quasiment tous les éléments (excepté l'eau), il peut faire jaillir des cieux des cristaux de glace. On le distingue grâce à ses cornes, plus grosses que sa tête, lui donnant un air majestueux. Il possède une agilité et des mouvements rappelant fort ceux d'un chat. (lui non plus ne peut plus être combattu dans Monster Hunter Tri)

### Types d'armes
Monster Hunter Tri possède comme tous les épisodes de la série son lot d'armes en communs mais c'est sur cet épisode qu'une nouvelle arme a été ajoutée, la morpho-hache.
Les armes sont séparés en 2 catégories: les épéistes et les artilleurs, les épéistes utilises les armes tranchantes et les artilleurs utilise des armes à impact, les artilleurs et les épéistes ont chacun une bourse qui ont des dispositions pour leur type de combat, celle des artilleurs peut contenir des munitions.
L'épée et le bouclier (SnS): (tranchant) Une arme maniable et facile à utiliser pour les débutants, mais qui fait peu de dégâts, quoique rapide, et qui permet l'utilisation d'objets sans avoir à rengainer.
La lance: (tranchant) Une arme conçue pour faire face aux monstres. Avec son bouclier géant, le lancier bloque les coups et contre-attaque après avoir paré; très utile sous l'eau.
Le marteau: (impact) Une arme spéciale car c'est la seule arme à impact qui utilise une bourse d'épéiste.
Le katana (LS): (tranchant) Une arme qui utilise l'énergie des monstres tués, le "Shi" pour déclencher des coups dévastateurs. C'est une arme qui n'est pas assez grande pour parer et qui force son possesseur à esquiver.
La grande épée (GS): (tranchant) L'arme la plus puissante du jeu, très peu maniable et très lente. Ses coups peuvent être chargés pour infliger plus de dégâts. Elle permet également de parer les coups, en sacrifiant du tranchant de l'arme.
La morpho-hache : (tranchant) Une arme 2 en 1, la morpho-hache utilise une batterie d'énergie pour pouvoir la transformer en épée, en mode épée le chasseur enchaîne les coups forts et lents jusqu'à ce que la batterie soit vide, en mode hache le chasseur attaque rapidement mais sans beaucoup de force pendant que la batterie se recharge. Le chasseur peut recharger avec une seconde batterie pour se sauver du temps.
La fusarbalète : (impact) La fusarbalète est une arme à distance qui ressemble à une arbalète, elle est constituée de trois parties qui peuvent être en matériaux différents : la crosse, le cadre et le baril. La fusarbalète possède 2
catégories de poids : légères et lourdes.
Légère : La portée de cette arme est faible, les dégâts aussi, le recul est faible et la précision est meilleure.
Lourde : La portée de cette arme est forte, les dégâts aussi, le recul est augmenté et la précision est très basse. Cette fusarbalète peut être équipée d'un bouclier faible pour parer les attaque des monstres.

## Monster Hunter 3 Ultimate
Monster Hunter 3 Ultimate est un jeu sorti sur Nintendo 3DS et Wii U. Il est d'abord sorti sur Nintendo 3DS le 10 décembre 2011 au Japon sous le nom Monster Hunter 3G. La version Wii U est ensuite sorti pour le lancement de la console au Japon. Les deux versions sont sortis en Amérique du Nord en Europe en mars 2013. Le jeu comprend des créatures inédites, le retour des sous-espèces et des espèces rares (dont de nouvelles), le retour d'armes des anciens opus, ainsi qu'un nouvel élément (La Poisse) et beaucoup plus de quêtes. Le joueur obtient également un deuxième compagnon nommé Kayamba au fil de l'aventure.
En Europe, Nintendo et Capcom organisèrent une campagne publicitaire destinée au membre du club Nintendo. Si un membre avait enregistré la version 3DS du jeu avant le 30 juin 2013, il obtenait alors un code de recommandation  à offrir à un autre membre du club. Avec ce code, utilisable sur le club nintendo jusqu’au  5 août  à condition d'avoir enregistré sa 3DS XL ou classique entre le 4 juin et le 31 juillet 2013, l'ami avait accès à un deuxième code utilisable cette fois-ci sur le nintendo eShop, permettant le téléchargement gratuit de la version 3DS du jeu.